# Dvärgglanssnäcka
Dvärgglanssnäcka (Hawaiia minuscula) är en snäckart som först beskrevs av A. Binney 1841. Enligt Catalogue of Life ingår Dvärgglanssnäcka i släktet Hawaiia och familjen Zonitidae, men enligt Dyntaxa är tillhörigheten istället släktet Hawaiia och familjen glanssnäckor. Arten är reproducerande i Sverige. Inga underarter finns listade i Catalogue of Life.